# Station Branchton
Branchton is een spoorwegstation van National Rail in Inverclyde in Schotland. Het station is eigendom van Network Rail en wordt beheerd door ScotRail. 